# Groupe Ligier
Groupe Ligier, S.A. (vormals Automobiles Ligier) mit Sitz in Abrest ist ein französischer Automobilhersteller. Das Unternehmen entstand 2008 aus dem Zusammenschluss von Automobiles Ligier und seinem Wettbewerber Microcar.  Das Unternehmen ist seit 1969 im Automobilbau und vormals auch im Automobilsport tätig. Nachdem anfangs hauptsächlich Sportfahrzeuge hergestellt wurden, hat man sich mittlerweile ganz auf Leichtfahrzeuge mit Elektro- und Verbrennungsmotoren spezialisiert.
Zwischen 1976 und 1996 nahm das Unternehmen als „Équipe Ligier“ an der Formel-1-Weltmeisterschaft teil.
Die Ligier Automotive in Magny-Cours ist ein Unternehmen des Rennfahrers Jacques Nicolet, der diesen Namen seit 2013 für Rennfahrzeuge nutzt. Ende 2018 wurde es der Name eines Unternehmens, zu dem die Rennwagenhersteller Onroak Automotive und Tork Engineering, das Rennteam OAK Racing und der Motorenhersteller Sodemo fusioniert wurden.

## Geschichte

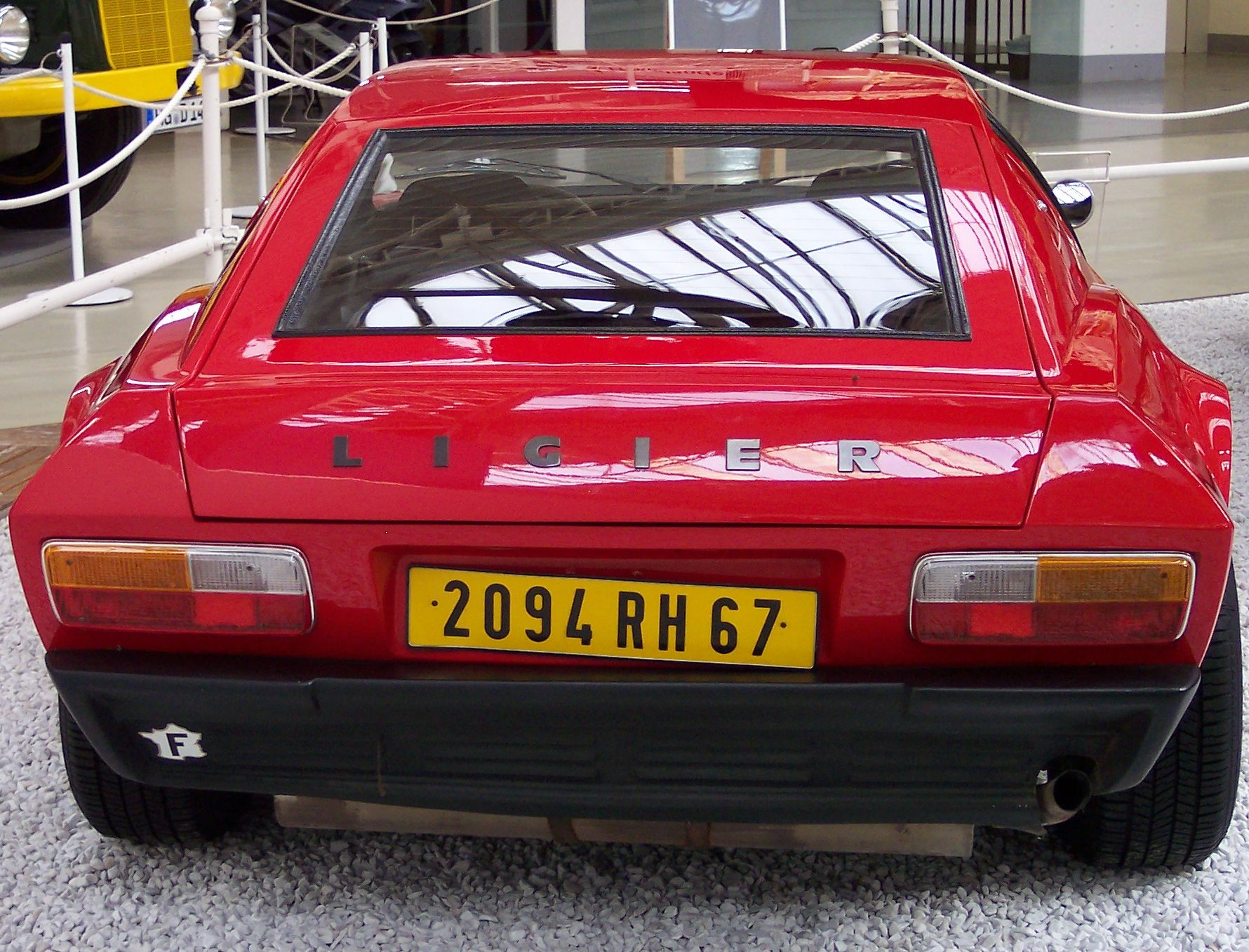
Ligier JS2

1969 begann das von Guy Ligier gegründete Unternehmen mit dem Bau des Sportwagens JS1 (1969–1970 mit Ford-Motor). Dieser Wagen wurde nie in Serie gebaut. Die Fahrzeuge waren auf Rennsporteinsätze zugeschnitten, erhielten aber teilweise auch eine Straßenzulassung. Ligier benannte alle Sport- und Rennwagen zum Gedenken an seinen 1968 verstorbenen Freund Jo Schlesser nach dessen Initialen.
1970 folgte der JS2 mit Ford-Motor und ab 1972 mit dem Maserati-Motor, der auch in dem ebenfalls ab 1972 im Auftrag von Citroën von Ligier gefertigten Luxuscoupé SM zum Einsatz kam. Mit dem JS2 schloss das Ligier-Werksteam das 24-Stunden-Rennen von Le Mans 1975 als Gesamtzweiter ab. 1980 begann Ligier sich ein neues Standbein mit der Produktion von Leichtfahrzeugen aufzubauen, die über Elektro- oder Verbrennungsmotoren verfügen. Diese zweisitzigen Autos dürfen teilweise ohne Führerschein bzw. mit einem Mopedführerschein, neu mit Führerschein „Klasse S“ oder „T“ gefahren werden.

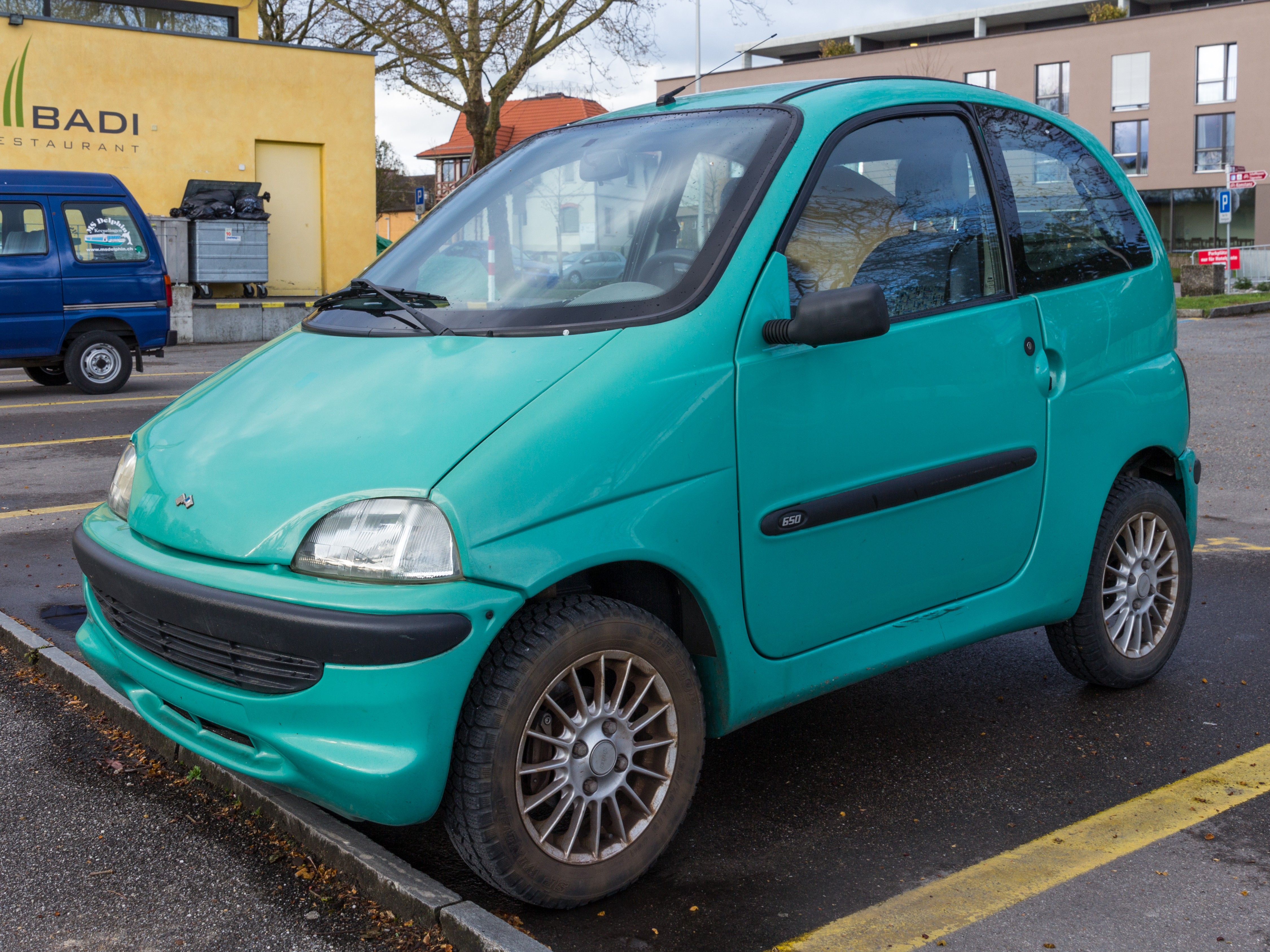
Ligier Nova 650

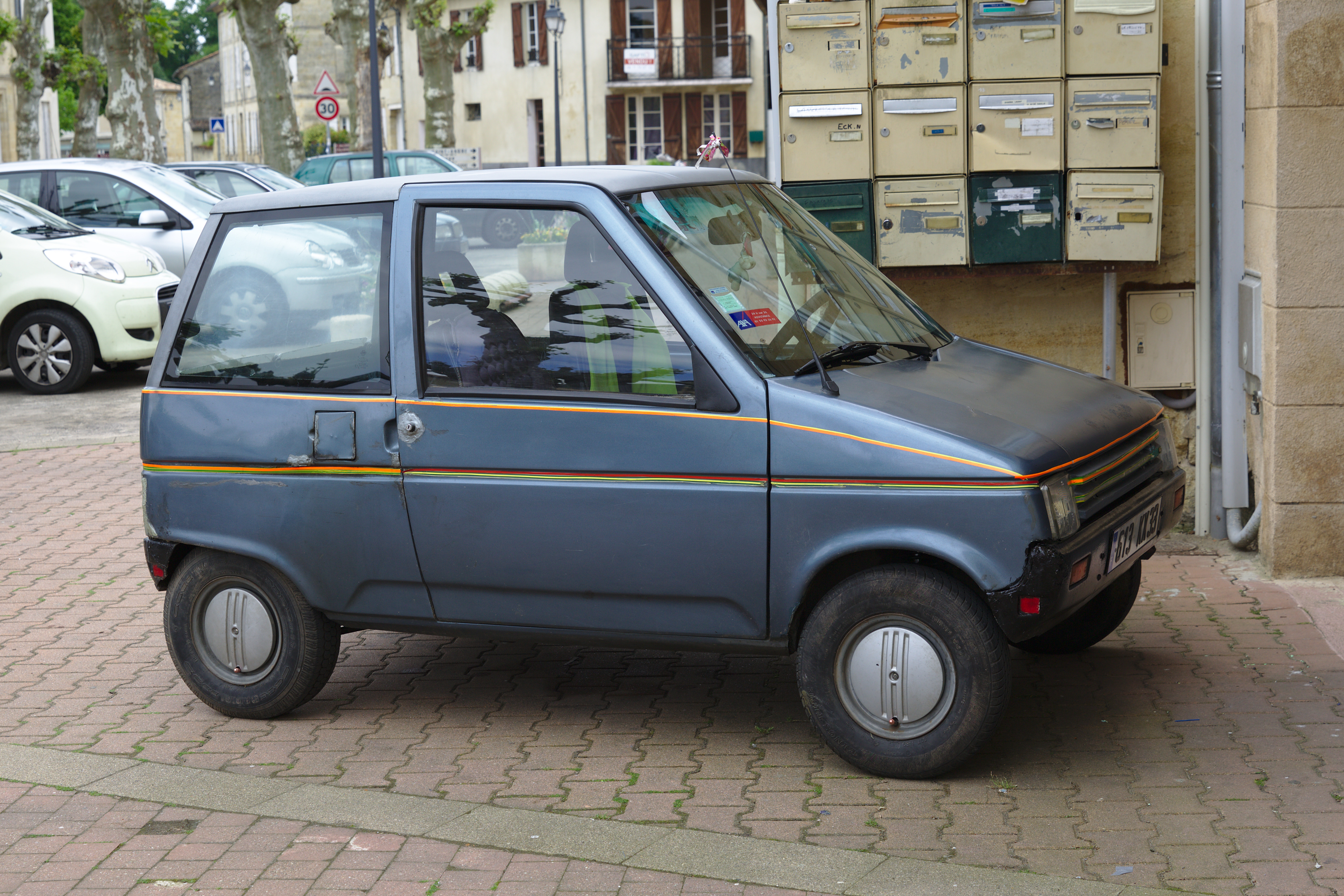
Ligier Serie 7

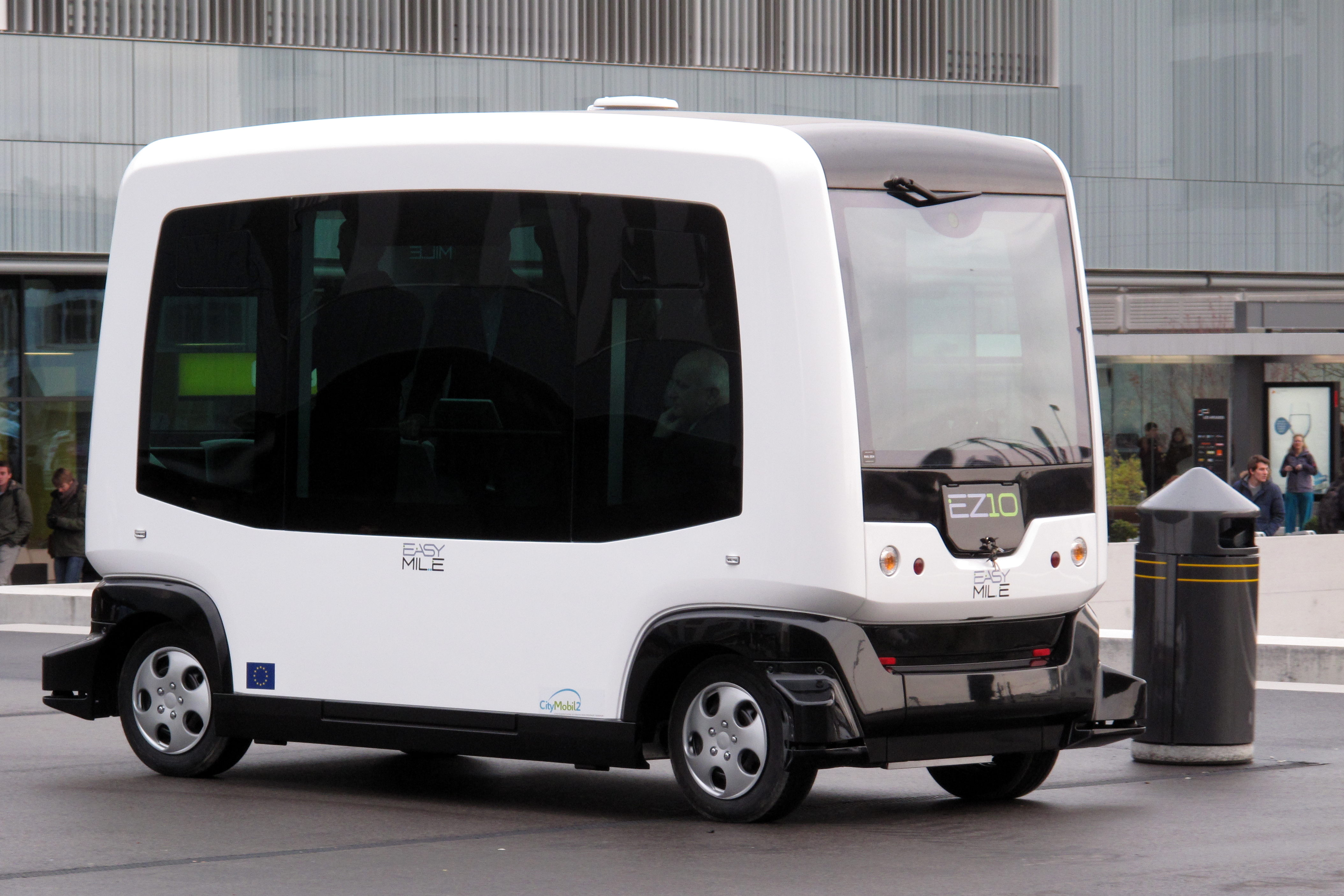
Autonomer Bus EasyMile EZ10

Unter Führung von Guys Sohn, Philippe,
erfolgte im April 2008 der Kauf des Konkurrenten Microcar mit Unterstützung von „21 Centrale Partners“, einem von Alessandro Benetton geführten Private-Equity-Fonds, der bei dieser Transaktion die Kapitalmehrheit von der Familie Ligier übernahm.
2012 übernahm der Enkel von Guy, François Ligier, die Führung im Unternehmen.
2014 wurde Easymile, ein Gemeinschaftsunternehmen mit dem Partnerunternehmen Robosoft in Toulouse gegründet. Es entwickelt und vermarktet den autonomen elektrischen Kleinbus EZ-10, der bei Ligier gebaut wird.
Im August 2016 zog sich „21 Centrale Partners“ aus dem Unternehmen zurück, deren Beteiligung wurde von anderen Finanzinvestoren übernommen, wobei auch das Management beteiligt wurde. Anfang 2021 erfolgte ein weiterer Wechsel bei den Finanzinvestoren.

## Modellprogramm

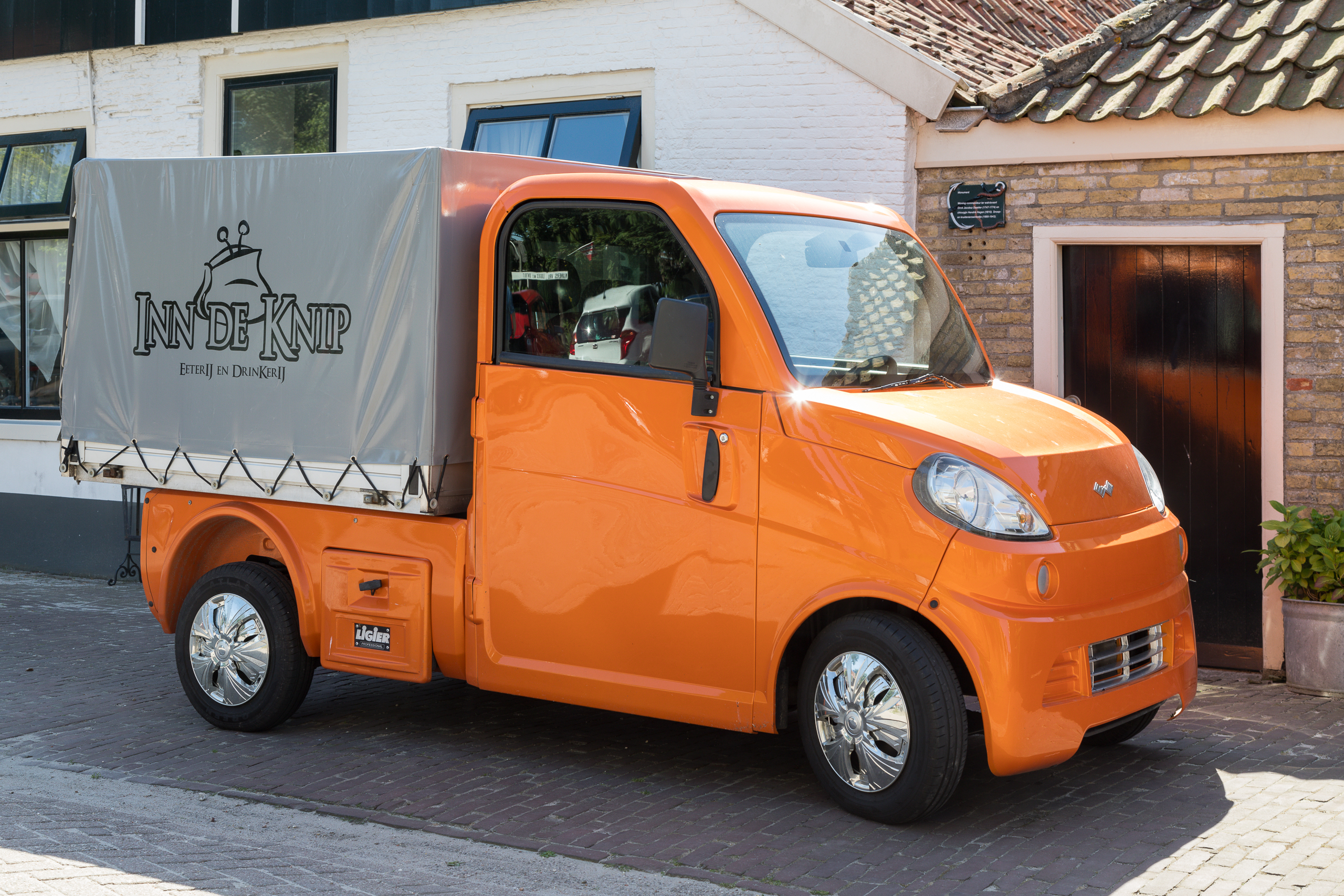
Ligier Flex

Unter den Marken Ligier und Microcar werden eine Reihe von Kleinstwagenmodelle mit Zweizylinder-Common-Rail-Dieselmotor von Lombardini oder Elektromotor angeboten.
Seit 2010 ist Ligier auch im Bereich der Nutzfahrzeuge tätig, derzeit mit Leichtfahrzeugen der Modellreihen Pulse, Flex und Be Sun, jeweils mit Diesel- oder Elektromotor.

## Motorsport

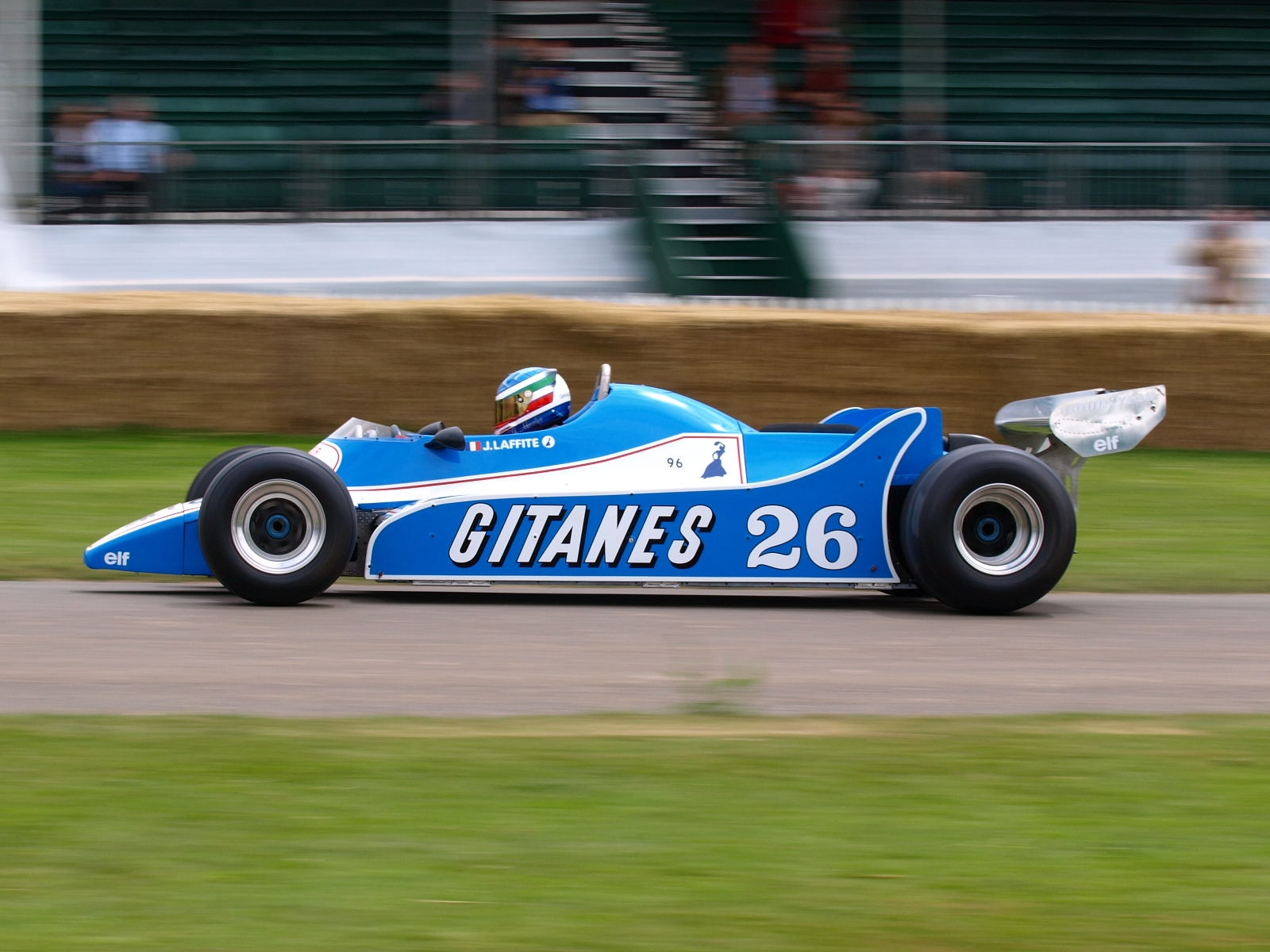
Der Ligier JS11 von 1979 auf dem Goodwood Festival of Speed 2008

Von 1976 bis 1996 unterhielt Ligier einen Rennstall, der in der Formel-1-Weltmeisterschaft engagiert war. Das Team bestritt 325 Formel-1-Rennen und erzielte neun Siege. In den späten 1970er-Jahren war es eines der erfolgreichsten Teams. Mit Beginn der Turbo-Ära ließen die Leistungen allerdings nach. Nach einigen Besitzerwechseln übernahm Alain Prost 1996 den Rennstall, um ihn von 1997 bis 2001 unter der Bezeichnung Prost Grand Prix fortzuführen.
2005 kehrte Ligier in den Motorsport zurück: In Zusammenarbeit mit Automobiles Martini wurden mit den Modellen Ligier JS49 (französische V-de-V-Serie) und Ligier JS47 (Formel 3) wieder Rennwagen gefertigt. Seit 2014 bietet die Firma OnRoak Automotive mit dem JS P2 ein Fahrzeug für die LMP2-Klasse an, das unter dem Namen Ligier sowohl in der ELMS, WEC als auch in der amerikanischen USCC von Kunden eingesetzt wird.